# Heinz Krügel
Heinz Krügel (Ober-Planitz, 24 april 1921 – Maagdenburg, 27 oktober 2008) was een Oost-Duits voetballer en voetbaltrainer. Krügel werd voornamelijk bekend als trainer die met 1. FC Magdeburg in 1974 de Europacup II-finale wist te winnen van AC Milan.

## Erelijst
1. FC Magdeburg
- Europacup II: 1973/74
- DDR-Oberliga: 1971/72, 1973/74, 1974/75
- FDGB-Pokal: 1961/62, 1968/69, 1972/73